# チェ・ジョンアン
チェ・ジョンアン（蔡貞安、채정안、1977年10月21日 - ）は、韓国・釜山広域市出身のモデル兼女優兼歌手。身長172cm、体重48kg。1996年、東国大学校演劇映画科を卒業。趣味は、歌、運動、踊り、ポケットボール。家族構成は、両親と弟。特技は、ジャズダンス。あだ名は、アイロニー、ロンタリ（長い脚）。BETTER ENT所属。

## 人物・略歴
デビューして10年以上の演技派女優。演技だけでなく以前は歌手としても活躍。2000年にダンス曲『手紙』で高い人気を博し、“セクシースター”として活動していた。その後日本でも馴染みのドラマに数多く出演し、2007年にユン・ウネ、コン・ユと共に『コーヒープリンス1号店』で見事な演技力を披露し、再び話題を集めた。2005年結婚、2007年離婚。
- 1995年ジョンソンズ化粧品主催のきれいな顔選抜大会で大賞を受賞したのをきっかけにモデルとしてデビュー。
- 1996年3月にCMモデルとしてデビュー以来、韓国のCMに多数出演。
- 1996年11月から1997年にかけてはSBSのTV歌謡20のVJ兼補助MC。
- 1996年テレビドラマデビュー。
- 1999年アルバム「無情」で歌謡界にもデビュー 。第10回ソウル歌謡大賞で新人歌手賞を受賞。
- 2011年6月、女優キム・ナムジュやハ・ジウォンらが所属するウェルメイドスターエムと専属契約を結んだ。
- 2013年10月、A-listエンターテインメントを経て、BETTER ENTに移籍。
- 2016年12月、ラッキーカンパニーと専属契約。

## 出演作品

### テレビドラマ
- 男女６人恋物語（1996年、MBC） - チェ・ジョンアン役
- かたつむり（1997年、SBS）
- キリマンジャロの雹（1997年、KBS） - マリ役
- 片思い（1998年、KBS） - チヨン役
- 折鶴（1998年-1999年、KBS） - ヨオク役
- 誰も私を愛さない（2000年、MBC）
- 雪花-Snow Flower-（2000年-2001年、KBS） - 獣医師ソ・ジホ役
- ミナ（2001年、KBS） - ミナ/スリョン役
- あの青い草原の上で（2003年、KBS） - ソン・スノ役
- 僕は走る（2003年、MBC） - カン・ヒヤ役
- 海神-HESHIN-（2004年-2005年、KBS） - チェリョン役
- コーヒープリンス1号店（2007年、MBC） - 画家ハン・ユジュ役
- カインとアベル（2009年、SBS） - キム・ソヨン役
- 熱血商売人（2009年、KBS） - キム・ジェヒ役
- 逆転の女王（2010年-2011年、MBC） - ペク・ヨジン役
- 男が愛する時（2013年、MBC） - ペク・ソンジュ役
- 総理と私（2013年-2014年、KBS） - ソ・ヘジュ役
- 弁護士の資格〜改過遷善（2014年、MBC） - ユ・ジョンソン役
- 元カノクラブ（2015年、tvN） - ペク・ソンイ役
- ヨンパリ〜君に愛を届けたい〜（2015年、SBS） - イ・チェヨン役
- タンタラ〜キミを感じてる（2016年、SBS） - ヨ・ミンジュ役
- マンツーマン（2017年、JTBC） - ソン・ミウン役
- SUITS/スーツ〜運命の選択〜（2018年、KBS） - ホン・ダハム役
- リーガル・ハイ（2019年、JTBC） - ミン・ジュギョン役
- 月刊家（2021年、JTBC）
- 豚の王（2022年、TVING） - カン・ジナ役
- シークレット・ファミリー（2023年、tvN） - オ・チョンリョン役

### テレビ出演
- TV歌謡20 VJ兼補助MC（1996年-1997年 SBS）

### アルバム
- 無情 (1999年) (テクノ)
- 手紙 (2000年)
- goddess (2001年)
- TVラブ（2008年）

### 映画
- あきれた男たち（1998年）
- Run2Uコリアン・コネクション（2002年）
- お母さん（2005年）
- 純情漫画（2008年）
- 2つの恋愛　（2015年、韓国） - ユンジュ 役 [4]

## 受賞歴
- ジョンソンズ化粧品「きれいな顔」選抜大会大賞 (1995年)
- 第10回ソウル歌謡大賞 新人歌手賞 (1999年)
- MBC演技大賞 演技者部門PD賞 (2010年)